# Chiesa di Santo Spirito (Ferrara)
La chiesa di Santo Spirito è un edificio di culto cattolico situato in via Montebello a Ferrara.

## Storia
I lavori per la costruzione della chiesa e del convento di Santo Spirito, in via Montebello, iniziarono nel 1519. Alla morte del duca Alfonso I d'Este i lavori vennero interrotti ma dalle fonti risulta che il complesso doveva essere già di notevole ampiezza. Nel 1570 la chiesa venne danneggiata pesantemente dal disastroso terremoto che si abbatté a più riprese sulla città. Subito dopo il terremoto si decise di ristrutturare la chiesa e il convento. I lavori finirono solo nel 1630 e fecero assumere alla chiesa e al convento le forme attuali. La parte del convento che subì meno danni nel terremoto è quella del capitolo e del refettorio che risale alla primitiva costruzione cinquecentesca e all'interno presenta cinque rosoni dipinti dalla scuola del Garofalo.
Il convento e la chiesa vissero il loro periodo di maggior prestigio durante la fine del Seicento e per tutto il Settecento.
Nel 1830 il soffitto della chiesa crollò distruggendo tutte le decorazioni e i dipinti delle volte. Nella seconda metà dell'Ottocento il convento venne tolto ai frati minori osservanti e subì varie destinazioni d'uso.
Parte del convento fu destinata ad appartamenti privati, parte all'Università. Dal mese di ottobre del 2009 i frati francescani minori hanno lasciato il convento e la cura pastorale. La parrocchia è stata poi assegnata, su mandato dell'arcivescovo Paolo Rabitti, ai frati francescani dell'Immacolata fino al 2023, anno in cui è è stata affidata al clero diocesano.

## Descrizione
L'interno della chiesa è molto vasto e luminoso e scompartito da pochi altari ma dalle dimensioni grandiose. All'interno sono contenute alcune tele degne di nota oltre alla cosiddetta miracolosa statua di sant'Antonio da Padova che, come raccontano alcuni cronisti dell'epoca, il 13 giugno 1770 sembrò muovere la testa sopra la folla sbigottita e incredula. Un rinomato storico francescano, P. Teodosio Lombardi, che risiedette anche nel convento di Santo Spirito, all'interno di un’opera in 5 volumi pubblicata verso la metà degli anni ’70 del secolo scorso, ha lasciato scritto di questo miracolo: 

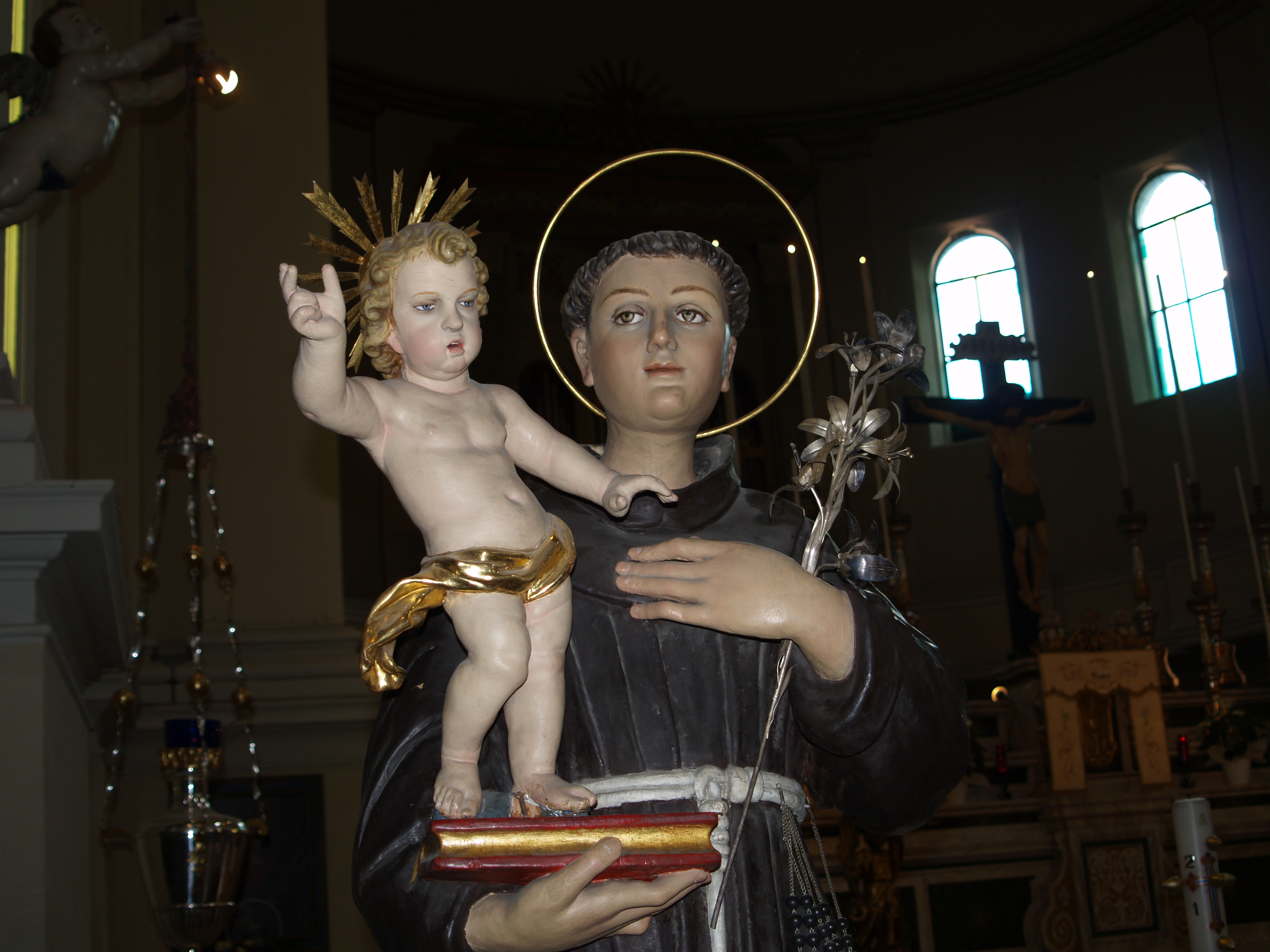
Statua miracolosa di Sant'Antonio da Padova

Specialmente l’attuale chiesa di Santo Spirito, retta dai Frati Minori, doveva divenire il centro del culto antoniano a Ferrara. Si tratta di una pagina meravigliosa di storia che, per molti aspetti, dovrebbe essere scritta a caratteri d’oro. il cardinale Carlo Pio fece erigere ed adornare a sue spese il bellissimo altare di S. Antonio di Padova e lo consacrò nel 1652. Il suo stemma nobiliare si vede tuttora dipinta nell’ancona della cappella, meta continua di fedeli oranti. ‘Dall’anno 1647 - attesta il P. Fernando da Bologna - cominciò in questa Chiesa di S. Spirito la devozione al Glorioso S. Antonio di Padova, ad onore del quale si principò il giorno della sua Festa a fare una Processione per il Chiostro; cresciuto poi nel popolo il fervore verso il medesimo Santo, si diede principio a fare la suddetta Processione per la Città il giorno della stessa Festa, con gran concorso di persone; il che si è poi seguitato ogni anno.’ Pare che a quell’epoca rimonti l’artistica e miracolosa statua di S. Antonio, in legno, che si venera nel suo altare e che, secondo il racconto di testimoni oculari debitamente autenticato, mosse il capo, il giorno 13 giugno 1770, alla presenza del M. R. P. Gian Tommaso da Cento, ministro provinciale della Provincia di Bologna, dei religiosi Fr. Carlo della Mirandola e Fr. Benedetto da Ferrara, dei signori Pietro Verati, Giovanni Battista Filoni, Girolamo Roveroni, Filippo Iacobelli, Domenico Antonio Zaccaria, Vincenzo e Giovanni Battista Costabili, Anselmo Rolfini, Sante Talassi ed altri. ‘Essi videro accertatamente che il simulacro venerabile si muoveva, sporgendo all’infuori della sua nicchia con moto uguale poco sensibile nel centro della sua base; ma sensibile assai e considerevole al sommo vertice, ossia al capo del simulacro, durando tal movimento di ondulazione per lo spazio di 30 secondi minuti, ripigliando in seguito per quasi un quarto d’ora.’ Questi prodigiosi movimenti furono osservati dalle persone sopraddette, in diverse ore dello stesso giorno e un teste li notò anche il giorno seguente. La statua del Santo, in quei movimenti, ondeggiava in atto d’inchinarsi tutta unitamente col Bambino che teneva fra le braccia. Il racconto di questo prodigio, corroborato dal giuramento dei testimoni oculari, fu autenticato il 16 giugno 1770 dal notaio ferrare Leopoldo Castelvetri, figlio di Giovanni Battista.